# ビル・ランドレス
ビル・ランドレス (Bill Landreth) として知られたウィリアム・トロイ・ランドレス（William Troy Landreth、1964年 - ）は、アメリカ合衆国のハッカー。
特にまだ十代だった1980年代はじめに「インナー・サークル (The Inner Circle)」と呼ばれるパスワードクラッキングに特化したクラブ組織において行なった一連のクラッキング活動によって、また、1986年に一時姿を隠し、その1年後にまた姿を現したことなどで知られている。
1983年、ランドレスは、国防総省やNASAをはじめ、セキュリティが厳重であったはずのコンピュータに不正アクセスを繰り返したとして連邦捜査局 (FBI) に訴追されたが、当時はネット関係の法律が未整備だったこともあってGTE社に対する回線の不正使用だけが違法と認定されて微罪におわり、最終的には、わずか87ドルの賠償金と、3年の保護観察処分となった。
1986年に、ハワード・ラインゴールドとの共著として出版された著書『Out of the Inner Circle: A Hacker's Guide to Computer Security』は、ベストセラーとされている。
1980年代末には、サンディエゴでホームレス生活をしていると報じられた。

## 著書
- （ハワード・ラインゴールドとの共著）Out of the Inner Circle: A Hacker's Guide to Computer Security (Microsoft Press, 1985) ISBN 0-914845-36-5